# THAP1
THAP1 (англ. THAP domain containing 1) – білок, який кодується однойменним геном, розташованим у людей на короткому плечі 8-ї хромосоми. Довжина поліпептидного ланцюга білка становить 213 амінокислот, а молекулярна маса — 24 944.
| 10         |  | 20         |  | 30         |  | 40         |  | 50         |
| ---------- |  | ---------- |  | ---------- |  | ---------- |  | ---------- |
| MVQSCSAYGC |  | KNRYDKDKPV |  | SFHKFPLTRP |  | SLCKEWEAAV |  | RRKNFKPTKY |
| SSICSEHFTP |  | DCFKRECNNK |  | LLKENAVPTI |  | FLCTEPHDKK |  | EDLLEPQEQL |
| PPPPLPPPVS |  | QVDAAIGLLM |  | PPLQTPVNLS |  | VFCDHNYTVE |  | DTMHQRKRIH |
| QLEQQVEKLR |  | KKLKTAQQRC |  | RRQERQLEKL |  | KEVVHFQKEK |  | DDVSERGYVI |
| LPNDYFEIVE |  | VPA        |  |            |  |            |  |            |

A: Аланін

C: Цистеїн

D: Аспарагінова кислота

E: Глутамінова кислота

F: Фенілаланін

G: Гліцин

H: Гістидин

I: Ізолейцин

K: Лізин

L: Лейцин

M: Метіонін

N: Аспарагін

P: Пролін

Q: Глутамін

R: Аргінін

S: Серин

T: Треонін

V: Валін

W: Триптофан

Задіяний у таких біологічних процесах, як транскрипція, регуляція транскрипції, клітинний цикл, альтернативний сплайсинг. 
Білок має сайт для зв'язування з іонами металів, іоном цинку, ДНК. 
Локалізований у ядрі.